# József Csermák
József Csermák, född 14 februari 1932 i Senec, död 12 januari 2001 i Tapolca, var en ungersk friidrottare.
Csermák blev olympisk mästare i släggkastning vid olympiska sommarspelen 1952 i Helsingfors.